# Willie Redden
Willie Redden, född 11 november 1960, är en amerikansk basketspelare som är naturaliserad som fransk..